# 셀라 수

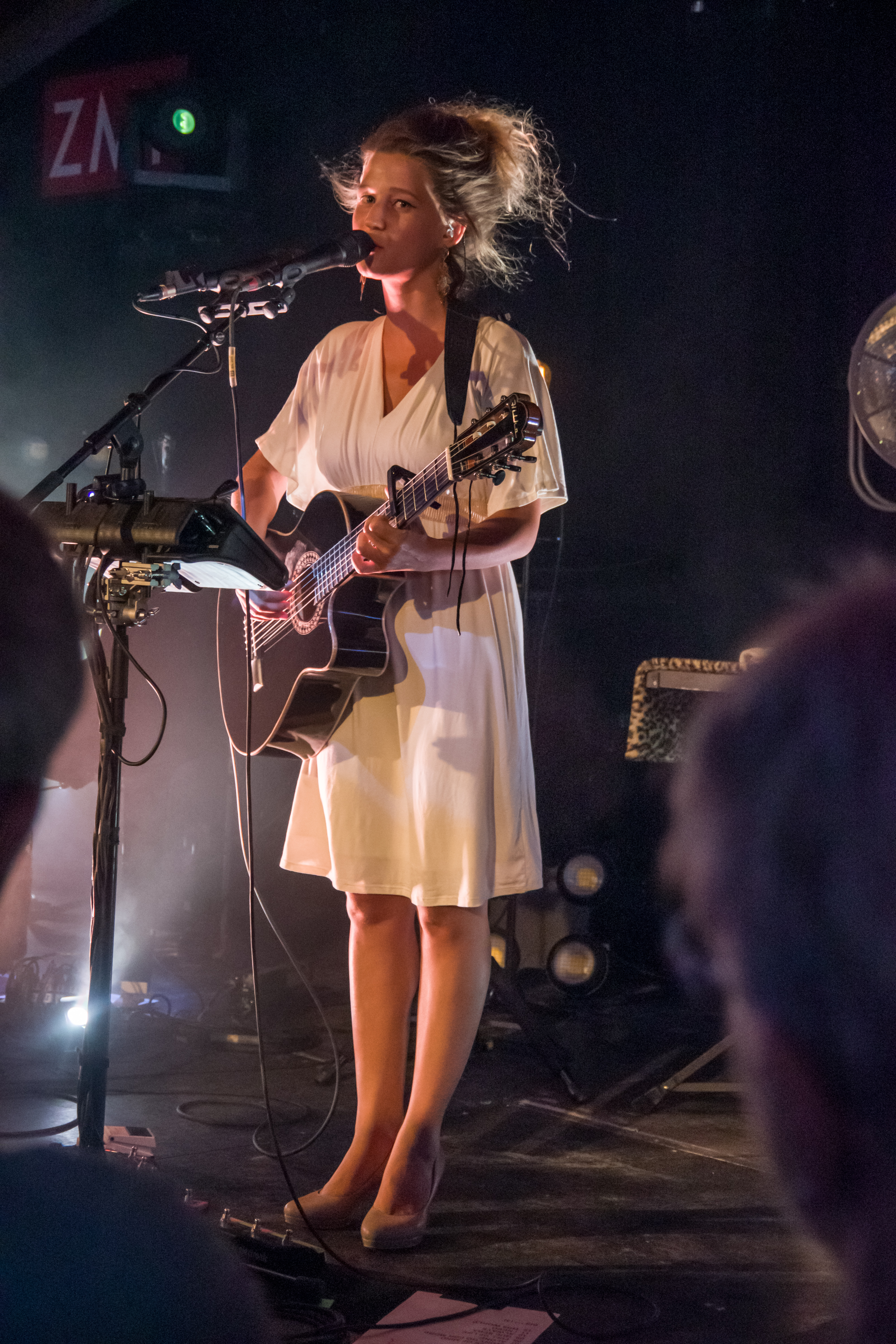
Selah Sue, 텐트 뮤직 페스티벌 2018 프라이 부르크, 독일

셀라 수(Selah Sue, 1989년 5월 3일 ~ )는 벨기에의 싱어송라이터이다.